# Myrsine variabilis
Myrsine variabilis är en viveväxtart som beskrevs av Robert Brown. Myrsine variabilis ingår i släktet Myrsine och familjen viveväxter. Inga underarter finns listade i Catalogue of Life.

## Bildgalleri

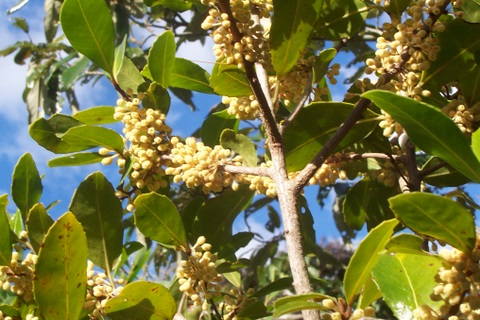